# Jason Everman
Jason Mark Everman (Kodiak, 16 ottobre 1967) è un chitarrista ed ex militare statunitense; secondo chitarrista dei Nirvana per un breve periodo nel 1989 e successivamente bassista dei Soundgarden durante un tour nel 1990.

## Biografia
Everman entrò a far parte dei Nirvana nel 1989 come secondo chitarrista ma venne cacciato poco dopo per i suoi gusti musicali, più tendenti al metal. È però merito suo se i Nirvana riuscirono a pubblicare Bleach, visto che pagò 606,17$ di costi di registrazione e fu anche per questo che venne inserito nei crediti dell'album.
Dopo l'esperienza con i Nirvana, sostituì il bassista dei Soundgarden Hiro Yamamoto nel 1990, registrando una cover dei Beatles, Come Together. Dopo il tour statunitense, Jason venne cacciato dai Soundgarden per la sua abitudine di distruggere il proprio strumento quasi ad ogni concerto.
L'ultimo gruppo di alto livello in cui suonò furono i Mind Funk, con cui prese parte al Roskilde Festival nel 1992.
Nel settembre del 1994 si arruolò nell'esercito statunitense prestando servizio nel 2º Battaglione del 75º Reggimento Ranger a Fort Lewis, Washington. Dopo aver completato i 4 anni di ferma, si congedò nel 1998 e si trasferì sull’Himalaya per diventare un monaco buddista. Non essendo andata la cosa a buon fine, Everman si candidò per un posto nei "Berretti Verdi". Dopo aver completato il corso di qualificazione, venne assegnato allo "A-Team" del 3º Gruppo delle forze speciali, nei cui ranghi combatté la guerra in Iraq e in quella in Afghanistan. Congedato per anzianità nel 2006 dopo aver raggiunto il grado di sergente di 1ª classe, grazie a una lettera di raccomandazione del gen. Stanley McChrystal, suo ex comandante di battaglione, nel 2009 Everman si iscrive alla Columbia University dove si laurea (B.A.) in filosofia nel 2013 e, successivamente, nel 2017 ottiene anche la laurea magistrale (M.A.) in storia militare presso la Norwich University.
Nel 2017 Everman incontra Brad Thomas a New York e, nel luglio dello stesso anno, assieme danno vita al complesso musicale Silence & Light, interamente composto da veterani delle Forze speciali tra i quali Fred Cowell, Tyson Stahl e Justin Myers. Nel gennaio 2019 la band ha iniziato a registrare il loro primo album a Van Nuys, in California. A ottobre 2019 hanno pubblicato diverse canzoni online e a dicembre del 2019 la band ha pubblicato il suo primo album: "Volume One".